# Johannes Meyer (réalisateur)
Pour les articles homonymes, voir Meyer et Johannes Meyer.
Johannes Meyer est un réalisateur allemand né le 13 août 1888 et mort le 25 janvier 1976. Il a réalisé plus de 40 films.

## Filmographie sélective
- 1929 : Trahison
- 1934 : Der Flüchtling aus Chicago
- 1934 : Ihr größter erfolg (son plus grand succès) relatant la vie de Therese Krones
- 1939 : Légitime défense
- 1942 : Stimme des Herzens
- 1951 : Das fremde Leben